# Moletemane
Moletemane è un villaggio del Botswana situato nel distretto Centrale, sottodistretto di Bobonong. Il villaggio, secondo il censimento del 2011, conta 1.664 abitanti.

## Località
Nel territorio del villaggio sono presenti le seguenti 1 località:
- Moletemane Lands